# لوئیس- ارنست باریاس
لوئیس- ارنست باریاس (انگلیسی: Louis-Ernest Barrias; ۱۳ آوریل ۱۸۴۱ – ۴ فوریهٔ ۱۹۰۵) مجسمه‌ساز اهل فرانسه بود.
وی همچنین برندهٔ جوایزی همچون لژیون دونور (شوالیه)، لژیون دونور (فرمانده)، و جایزه بزرگ رم شده‌است.